# بي سي 133

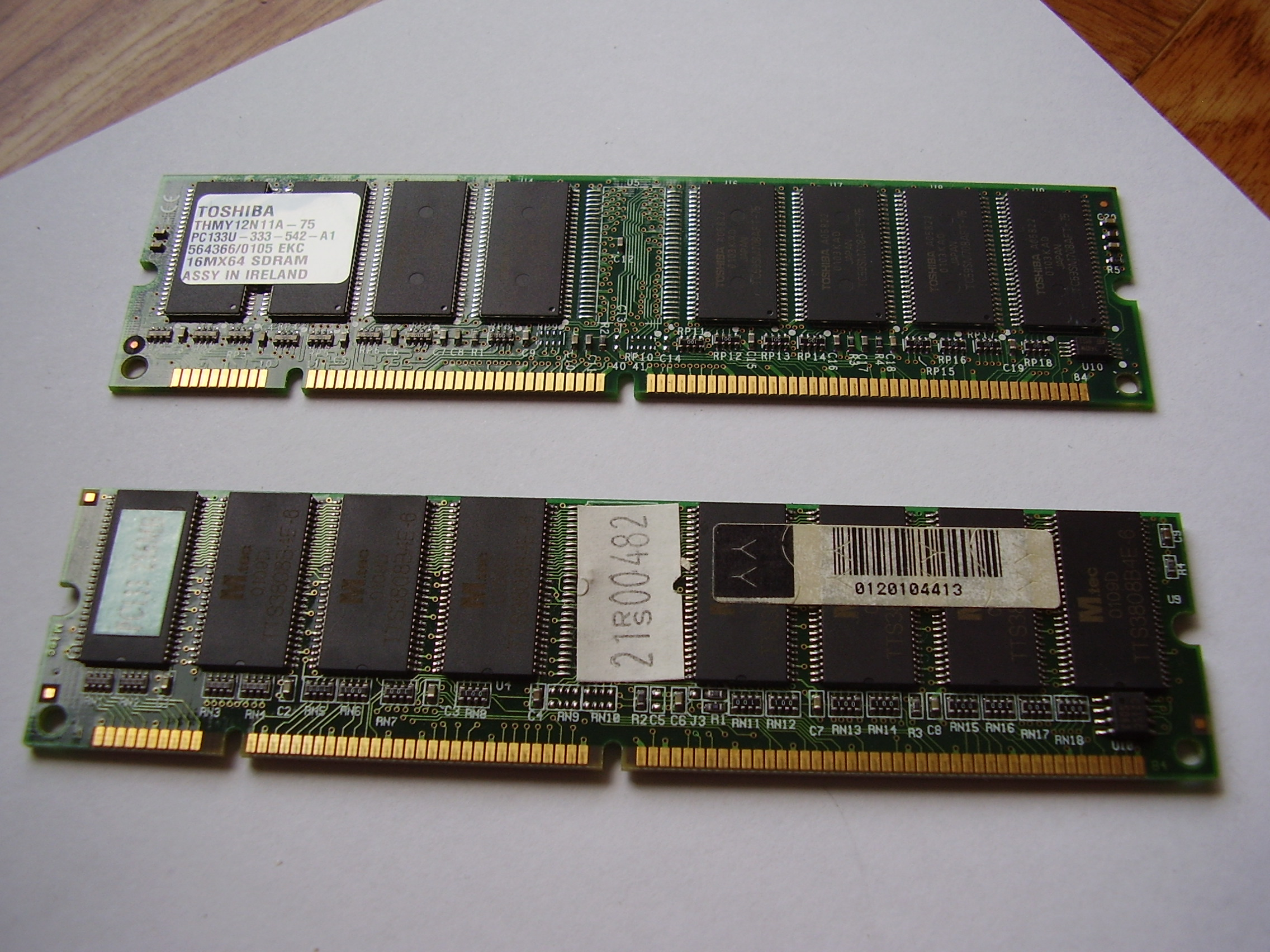

بي سي 133 (PC133) هو معيار ذاكرة الحاسوب الذي حددتة جمعية تكنولوجيا الحالة الصلبة. ويقصد بها تزامن عمل SDRAM بمعدل 133 ميجاهيرتز، على ناقل 64-بت، وبجهد كهربائي مقدارة 3.3 فولت. تتوفر البي سي 133 بشكل 168 سن DIMM و 144 سن SO-DIMM. وكانت اسرع وآخر معيار SDRAM تم اعتمادة من جمعية تكنولوجيا الحالة الصلبة، وتوفر معدل نقل البيانات بمقدار 1066 ميجابايت في الثانية ([133,33 ميجاهيرتز * 64/8]=1066 ميجابايت/ثانية). ويتوافق البي سي 133 مع بي سي 66 وبي سي 100.

## أنظر أيضاَ
- بي سي 66
- بي سي 100
- بي سي 1600
- بي سي 2100
- بي سي 2700
- بي سي 3200
- DRAM
- SDRAM
- DDR SDRAM
- DIMM
- SO-DIMM